# Лансінг (Північна Кароліна)
Лансінг (англ. Lansing) — місто (англ. town) в США, в окрузі Еш штату Північна Кароліна. Населення — 126 осіб (2020).

## Географія
Лансінг розташований за координатами 36°29′58″ пн. ш. 81°30′35″ зх. д. / 36.49944° пн. ш. 81.50972° зх. д. (36.499411, -81.509668).  За даними Бюро перепису населення США в 2010 році місто мало площу 0,87 км², з яких 0,85 км² — суходіл та 0,02 км² — водойми.

## Демографія
Згідно з переписом 2010 року, у місті мешкало 158 осіб у 70 домогосподарствах у складі 41 родини. Густота населення становила 182 особи/км².  Було 90 помешкань (104/км²).
Расовий склад населення:
| - 94,3 % — білих - 1,3 % — чорних або афроамериканців - 0,6 % — вихідців з тихоокеанських островів |

До двох чи більше рас належало 3,2 %. Частка іспаномовних становила 0,6 % від усіх жителів.
За віковим діапазоном населення розподілялося таким чином: 19,6 % — особи молодші 18 років, 65,2 % — особи у віці 18—64 років, 15,2 % — особи у віці 65 років та старші. Медіана віку мешканця становила 41,0 року. На 100 осіб жіночої статі у місті припадало 92,7 чоловіків;  на 100 жінок у віці від 18 років та старших — 108,2 чоловіків також старших 18 років.
Середній дохід на одне домашнє господарство  становив 64 156 доларів США (медіана — 21 875), а середній дохід на одну сім'ю — 41 249 доларів (медіана — 27 250). За межею бідності перебувало 51,0 % осіб, у тому числі 79,3 % дітей у віці до 18 років та 4,3 % осіб у віці 65 років та старших.
Цивільне працевлаштоване населення становило 55 осіб. Основні галузі зайнятості: виробництво — 27,3 %, мистецтво, розваги та відпочинок — 18,2 %, освіта, охорона здоров'я та соціальна допомога — 18,2 %.